# Bałtycki Festiwal Komiksu
Bałtycki Festiwal Komiksu – coroczny konwent komiksowy, odbywający się latem w Gdańsku od 2008 roku.
W trakcie imprezy odbywają się spotkania z twórcami i wydawcami, wykłady i prelekcje na tematy związane z komiksem, wystawy oraz konkursy. Można też spodziewać się premier ze strony części rodzimych wydawców komiksowych.
Inicjatorem i współorganizatorem konwentu jest wydawnictwo Hanami, Grupa Komiksowa GDAK oraz Wojewódzka i Miejska Biblioteka Publiczna w Gdańsku.